# Liste Goncourt : le choix polonais
Liste Goncourt : le choix polonais (Lista Goncourtów: polski wybór), désormais « choix Goncourt de la Pologne  », est un prix littéraire francophone annuel créé en 1998 à l’initiative de l’Institut français de Cracovie en accord avec l’Académie Goncourt.
Un jury d’étudiants des départements de français de douze universités polonaises (université Jagellonne et université de pédagogie de Cracovie, université de Gdańsk, université de Łódź, université catholique de Lublin, université Marie Curie-Skłodowska de Lublin, université Adam-Mickiewicz de Poznań, université de Silésie, université Nicolas-Copernic de Toruń, université de Varsovie et université de Wrocław) décerne un prix du meilleur roman en français de l’année, choisi parmi la première sélection effectuée en septembre, pour son propre prix, par l’Académie Goncourt (sélection d'une douzaine de romans – quatorze en 2009, quatorze en 2010), d'abord sous l’appellation « liste Goncourt : le choix polonais » puis sous celle de « choix Goncourt de la Pologne ». L'ouvrage retenu fait l'objet d'une traduction et d'une édition en polonais pour lesquelles l'éditeur peut obtenir une aide du service de coopération et d'action culturelle de l'Ambassade de France (Programme d’aide à la publication Boy-Żeleński (PAP)).
Le jury se réunit dans un restaurant français de Cracovie, le Cyrano de Bergerac, sous la présidence d'honneur d'un écrivain polonais francophone ou d'un éditeur, en présence du lauréat de l'année précédente et du Consul général de France à Cracovie. La délibération se déroule depuis quelques années durant la période de la Foire du livre de Cracovie et du Festival international de littérature Joseph-Conrad (fin octobre ou début novembre).
Un prix inspiré par l'expérience polonaise a été lancé en 2012 au Salon du livre francophone de Beyrouth par l'Institut français du Liban et la Direction régionale de l'Agence universitaire de la Francophonie  : Liste Goncourt : le choix de l'Orient, devenu le Choix Goncourt de l'Orient, qui implique 32 universités en 2019 aux échelles nationale (Liban) et régionale (dix pays du Moyen-Orient).
Â l'occasion du 25e anniversaire du prix en 2023, l'Académie Goncourt a fait dans son ensemble le déplacement de Cracovie pour délibérer sur sa 3e et dernière liste de 4 écrivains sélectionnés en vue de leur prix et l'annoncer au Collegium Maius de l’université Jagellonne. Ils ont aussi longuement rencontré les jeunes jurés du Choix polonais 2023 qui ont délibéré à l'Académie des arts du théâtre Stanisław-Wyspiański dans le cadre du Festival Conrad 2023.

## Liste des lauréats
Les lauréats sont :
- 1998 : La Cliente de Pierre Assouline (Gallimard), publié en polonais aux éditions Noir sur Blanc sous le titre Klientka (traduit sous la direction de Wacław Rapak (pl) par Joanna Czechowska, Joanna Jarzyńska (pl), Anna Sznurawa (d) et Agnieszka Teodorczyk)  (ISBN 978-83-86743-79-7)
- 1999 : Première Ligne de Jean-Marie Laclavetine (Gallimard), publié en polonais dans la traduction de Wacław Sadkowski (pl) sous le titre Przeklęta pierwsza linijka aux éditions Prószyński i S-ka  (ISBN 83-7255-699-7)
- 2000 : 99 francs de Frédéric Beigbeder (Grasset), paru en polonais (sous la direction de Wacław Rapak (pl) et Ewa Andruszko (d) par Marta Duda-Gryc (d), Justyna Grabda (d), Blanka Łyszkowska-Zacharek (d), Anna Rydzy (d), Marta Tabor) aux éditions Noir sur Blanc sous le titre 29,99
- 2001 : L'Empire de la morale de Christophe Donner (Grasset), paru en polonais sous le titre Imperium moralności
- 2002 : La Mélancolie des innocents de Jean-Pierre Milovanoff (Grasset), publié ultérieurement en polonais aux éditions Noir sur Blanc, sous le titre Melancholia Niewiniatek.
- 2003 : Windows on the World de Frédéric Beigbeder (Grasset), publié ultérieurement en polonais chez Noir sur Blanc sous le même titre
- 2004 : Le Soleil des Scorta de Laurent Gaudé (Actes Sud), traduit sous le titre Słońce Skortów aux éditions W.A.B.
- 2005 : Magnus de Sylvie Germain (Albin Michel) - son roman Tobie des marais (Gallimard, 1998) est traduit en polonais par Małgorzata Hołyńska (pl) sous le titre Tobiasz, syn Teodora aux éditions Czytelnik (en)  (ISBN 83-07-02969-4)
- 2006 : Lignes de faille de Nancy Huston (Actes Sud), publié en polonais dans la traduction de Jadwiga Jędryś sous le titre Znamię par les éditions Wydawnictwo Dwie Siostry (pl)  (ISBN 83-918151-9-6)
- 2007 : Le Canapé rouge de Michèle Lesbre (Sabine Wespieser), publié en polonais sous le titre Czerwona sofa (traduction de Oskar Hedemann) par les éditions Sonia Draga  (ISBN 978-83-7508-109-1)
- 2008 : Syngué sabour. Pierre de patience d'Atiq Rahimi (POL) publié ensuite en polonais sous le titre Kamień cierpliwości par Wydawnictwo Literackie  (ISBN 978-83-08-04390-5)
- 2009 : Les Heures souterraines de Delphine de Vigan (Jean-Claude Lattès), publié ensuite en polonais dans la traduction de Joanna Kluza chez les éditions Sonia Draga sous le titre Ukryte Godziny  (ISBN 978-83-7508-270-8)
- 2010 : La Carte et le Territoire de Michel Houellebecq (Flammarion),  (ISBN 978-2-0812-4633-1), dont la traduction en polonais (par Beata Geppert) a été publiée chez W.A.B. sous le titre Mapa i Terytorium  (ISBN 978-83-7747-508-9)
- 2011 : Retour à Killybegs de Sorj Chalandon (Grasset) qui a été publié en polonais par les éditions Sonia Draga sous le titre Powrót do Killybegs dans la traduction de Joanna Kluza  (ISBN 978-83-7508-574-7)
- 2012 : Comme une bête de Joy Sorman (Éditions Gallimard)[9]qui a été publié en polonais par les éditions Sonia Draga sous le titre Jak zwierzę dans la traduction de Krystyna Szeżyńska-Maćkowiak  (ISBN 978-83-7508-846-5)
- 2013 : Arden de Frédéric Verger (Éditions Gallimard)[10], dont la traduction en polonais par Jacek Giszczak a été publiée par les éditions Noir sur Blanc  (ISBN 978-83-7392-534-2)
- 2014 : Charlotte de David Foenkinos (Éditions Gallimard)[11] dont la traduction en polonais par Bożena Sęk sous le même titre a été faite par les éditions Sonia Draga  (ISBN 978-83-7999-338-3)
- 2015 : Petit Piment d'Alain Mabanckou, Éditions du Seuil[12],[13] traduit en polonais par Jacek Giszczak et publié par les Éditions Karakter (pl) sous le titre Papryczka  (ISBN 978-83-65271-23-5)
- 2016 : Petit Pays de Gaël Faye (Grasset)[14] traduit en polonais par Katarzyna Marczewska et publié par les éditions W.A.B. sous le titre Tęsknota[15]  (ISBN 978-83-280-4479-1)
- 2017 (20e édition) : L'Art de perdre d'Alice Zeniter (Flammarion)[16] traduit en polonais par Agnieszka Rasińska-Bóbr et publié par les éditions Sonia Draga sous le titre Sztuka tracenia  (ISBN 978-83-8110-506-4)
- 2018 (20e anniversaire) : Ça raconte Sarah de Pauline Delabroy-Allard (Éditions de Minuit)  (ISBN 978-270-734475-5)[17], inédit en polonais
- 2019 : Mur Méditerranée de Louis-Philippe Dalembert (Sabine Wespieser),  (ISBN 978-2-84805-328-8)[18], inédit en polonais
- 2020 : L'Anomalie d'Hervé Le Tellier (Gallimard), traduit en polonais par Beata Geppert et publié aux éditions Filtry sous le titre Anomalia  (ISBN 978-83-9612648-1)
- 2021 : La Plus Secrète Mémoire des hommes de Mohamed Mbougar Sarr, Éditions Philippe Rey (Jimsaan)[19], traduit en polonais par Jacek Giszczak sous le titre Najskrytsza pamięć ludzi et publié par les éditions Cyranka  (ISBN 978-83-6712114-9)
- 2022 (25e édition) : Le cœur ne cède pas de Grégoire Bouillier (Flammarion)[20],[19], traduit en polonais par Elżbieta Janota et publié par les éditions Nowe dans la « Collection Nouvelle » sous le titre Serce nie ustaje  (ISBN 978-83-670-2998-8).
- 2023 (25e anniversaire) : Croix de cendre d'Antoine Sénanque (Grasset)[19],[7], traduit en polonais par Monika Szewc-Osiecka et publié aux éditions Znak Horizont sous le titre Krzyże z popiołu  (ISBN 978-83-240-9000-6)
- 2024 : Dors ton sommeil de brute de Carole Martinez (Gallimard)

## Liste des présidents d'honneur
- 1998 : Czesław Miłosz, prix Nobel de littérature
- 1999 : Sławomir Mrożek
- 2000 : Antoni Libera
- 2001 : Jacek Woźniakowski et en présence de Jean-Christophe Rufin, Prix Goncourt 2001,
- 2002 : Julia Hartwig
- 2003 : Marek Bieńczyk, lauréat de la grande médaille de la francophonie de l'Académie française
- 2004 : Agata Tuszyńska
- 2005 : Tomasz Różycki
- 2006 : Manuela Gretkowska
- 2007 : Henryk Woźniakowski et en présence d’Edmonde Charles-Roux, Françoise Chandernagor et Didier Decoin à l'occasion de la 10e édition du prix
- 2008 : Agnieszka Taborska
- 2009 : Magdalena Tulli
- 2010 : Olga Stanisławska
- 2011 : Mikołaj Łoziński
- 2012 : Vera Michalski[9]
- 2013 : Sonia Draga et en présence de Tahar Ben Jelloun à l'occasion du 15e anniversaire du prix
- 2014 : Frédéric Verger
- 2015 : David Foenkinos[21]
- 2016 : Jacek Giszczak, écrivain, auteur de chansons et traducteur
- 2017 : Éric-Emmanuel Schmitt, de l'Académie Goncourt, à l'occasion de la 20e édition du prix[22]
- 2018 : Bernard Pivot, président de l'Académie Goncourt, à l'occasion du 20e anniversaire du prix[23]

À partir de 2019, le lauréat de l'année précédente est président d'honneur du jury étudiant.
En 2023, sont présents à Cracovie Christine Angot, Pascal Bruckner, Françoise Chandernagor, Philippe Claudel, Paule Constant, Didier Decoin, Tahar Ben Jelloun, Camille Laurens, Éric-Emmanuel Schmitt, Pierre Assouline et Grégoire Bouillier.
En 2024, c'est le lauréat du prix Goncourt 2023 Jean-Baptiste Andrea, ainsi que celui de l'édition 2023 du choix de la Pologne Antoine Sénanque qui sont présents aux côtés du Consul général de France à Cracovie Cédric Peltier (d) et de l'Ambassadeur de France en Pologne Étienne de Poncins pour la proclamation du résultat sur la scène Małopolski Ogród Sztuki w Krakowie (d) (MOS) du Théâtre Juliusz-Słowacki, dans le cadre du Festival international de littérature Joseph-Conrad.